# 21 Aquarii
21 Aquarii, som är stjärnans Flamsteed-beteckning, är en ensam stjärna belägen i den mellersta delen av stjärnbilden Vattumannen. Den har en skenbar magnitud på 5,48  och är svagt synlig för blotta ögat där ljusföroreningar ej förekommer. Baserat på parallaxmätning inom Hipparcosuppdraget på ca 7,9 mas, beräknas den befinna sig på ett avstånd på ca 410 ljusår (ca 127 parsek) från solen. Den rör sig närmare solen med en heliocentrisk radiell hastighet på ca -25 km/s och ingår i rörelsegruppen HR 1614. 

## Egenskaper
21 Aquarii är en orange till röd jättestjärna av spektralklass K4 III. Den har en radie, som är ca 28 gånger större än solens och utsänder från dess fotosfär ca 200 gånger mera energi än solen vid en effektiv temperatur av ca 4 100 K.